# Гъбен сос
Гъбен сос е бял сос, който се приготвя от брашно, запържено в масло и разредено с мляко или вода. Към тях се добавят нарязани на тънки шайби или кубчета гъби, черен пипер, сол и малко гъбен бульон. За вкус може да се добави и малко копър.
Сервира се топъл.